# Victor Lenaers
Victor Lenaers, né le 12 janvier 1893 à Tongres et mort le 12 novembre 1968 dans la même commune, est un coureur cycliste belge. Professionnel de 1921 à 1926, il a remporté le Critérium des Aiglons en 1922 et s'est classé sixième du Tour de France en 1921 puis cinquième l'année suivante.

## Palmarès
- 1919
  - 2e de Bruxelles-Hoboken
- 1920
  - Grand Prix de l'Escaut
  - 5e étape du Tour de Belgique indépendants
- 1921
  - 2e de Paris-Lyon
  - 6e du Tour de France
- 1922
  - Critérium des Aiglons
  - 5e du Tour de France

## Résultats sur le Tour de France
4 participations
- 1921 : 6e
- 1922 : 5e
- 1923 : abandon
- 1924 : abandon